# NGC 6099
NGC 6099 ist eine ellipsenförmige cD-Radiogalaxie vom Hubble-Typ E0 im Sternbild Herkules am Nordsternhimmel. Sie ist schätzungsweise 412 Millionen Lichtjahre von der Milchstraße entfernt und hat einen Durchmesser von etwa 265.000 Lichtjahren. Gemeinsam mit NGC 6098 bildet sie das gravitativ gebundene, isolierte Galaxienpaar KPG 493.
Im selben Himmelsareal befinden sich unter anderem die Galaxien PGC 57645, PGC 57692, PGC 57693, PGC 1600886.
Das Objekt wurde am 24. April 1867 von Truman Safford entdeckt.